# Franco de Unterwalden
El franco fue la moneda del cantón suizo de Unterwalden entre 1798 y 1850. Se subdividía en 10 Batzen.

## Historia
El franco suizo fue la moneda de la República Helvética desde 1798. Dicho país dejó de acuñar monedas en 1803. En Nidwalden se comenzó a acuñar monedas en 1811, luego Obwalden hizo lo propio en el año 1812. En 1850, el franco suizo fue reintroducido, a una tasa de 1 ½ de francos suizos = 1 Franco de Unterwalden.

## Monedas
Ambos cantones emitieron monedas de vellón en denominaciones de ½ y 1 Batzen, junto con monedas de plata de 5 Batzen.